# Município de Mount Pleasant (condado de Jefferson, Ohio)
O município de Mount Pleasant (em inglês: Mount Pleasant Township) é um município localizado no condado de Jefferson no estado estadounidense de Ohio. No ano de 2010 tinha uma população de 2.368 habitantes e uma densidade populacional de 47,82 pessoas por km².

## Geografia
O município de Mount Pleasant encontra-se localizado nas coordenadas 40° 11′ 01″ N, 80° 50′ 16″ O. Segundo a Departamento do Censo dos Estados Unidos, o município tem uma superfície total de 49.52 km², da qual 49,44 km² correspondem a terra firme e (0,17 %) 0,09 km² é água.

## Demografia
Segundo o censo de 2010, tinha 2.368 habitantes residindo no município de Mount Pleasant. A densidade populacional era de 47,82 hab./km². Dos 2.368 habitantes, o município de Mount Pleasant estava composto pelo 98,73 % brancos, o 0,51 % eram afroamericanos, o 0,13 % eram amerindios, o 0,13 % eram asiáticos, o 0,04 % eram de outras raças e o 0,46 % eram de uma mistura de raças. Do total da população o 0,38 % eram hispanos ou latinos de qualquer raça.